# Caesar Mannelli
Caesar J. Mannelli (Forni di Sopra, 8 juli 1897 - Antioch, 3 mei 1936) was een Amerikaans rugbyspeler.

## Carrière
Tijdens de Olympische Zomerspelen 1924 werd hij met de Amerikaanse ploeg olympisch kampioen.

## Erelijst

### Met Verenigde Staten
- Olympische Zomerspelen:  1924